# Poljska krivičica
Poljska krivičica (poljska krika, lat. Lysimachia arvensis, sin. Anagallis arvensis), blago toksična biljka iz porodice jaglačevki, nekada klasificirana rodu Anagallis, a danas se vodi kao vrsta roda protivak.
Autohtona je širom Europe, zapadne Azije i sjeverne Afrike, ali je danas udomaćena po cijelom svijetu. To je jednogodišnja biljka visine 10 do 25 cm, polegnute stabljike i jajastih listova dugih do 2 cm, bez peteljke i na naličju dlakavi. Cvjetovi su maleni i pojedinačni čiji vjenčić čini pet narančastih, rjeđe plavkastih latica. Plod je okrugla čahura s brojnim sjemenkama, čija je klijavost do pet godina.
Zbog gorkog okusa stoka je izbjegava, ali su ipak zabilježena trovanja ovaca, pa i ptica.

## Sinonimi
- Anagallis arabica Duby
- Anagallis arvensis L.
- Anagallis arvensis f. phoenicea (Gouan) H.Hara
- Anagallis arvensis subsp. phoenicea (Gouan) Vollmann
- Anagallis arvensis var. phoenicea Gouan
- Anagallis arvensis var. platyphylloides Pau
- Anagallis arvensis f. purpurea (Douie) P.D.Sell
- Anagallis arvensis var. purpurea Douie
- Anagallis carnea Schrank
- Anagallis hadidii Chrtek & Osb.-Kos.
- Anagallis indica Sweet
- Anagallis jacquemontii Duby
- Anagallis mas Vill.
- Anagallis monelli Bieb.
- Anagallis orientalis Hort. ex Fisch. Mey. & Ave-Lall.
- Anagallis phoenicea (Gouan) Scop.
- Anagallis pulchella Salisb.
- Anagallis punctifolia Stokes
- Anagallis repens DC.
- Anagallis verticillata All.
- Lysimachia adoensis Hochst. ex Steud.

- L. arvensis
- L. arvensis
- L. arvensis
- L. arvensis
- L. arvensis